# Aulopyge huegelii
A küllőmárna (Aulopyge huegelii) a sugarasúszójú halak (Actinopterygii) osztályának a pontyalakúak (Cypriniformes) rendjébe, ezen belül a pontyfélék (Cyprinidae) családjába tartozó faj. Nemének az egyetlen faja.

## Rendszertani helyzete
2009-ig ez a hal a Cyprininae alcsaládba tartozott, aztán Gaubert és társai áthelyezték a Barbinae alcsaládba. Az áthelyezést 2013-ban megerősítették J. Freyhof és társainak a molekuláris vizsgálatai.

## Előfordulása
A küllőmárna csak Dalmácia és Bosznia-Hercegovina oxigéndús, gyors folyású vizeiben található meg.

## Megjelenése
A hal testhossza 9-11 centiméter, legfeljebb 20 centiméter. Testén nincsenek pikkelyek. Oldalvonala a kopoltyúfedők hátulsó szegélyétől a farokúszó tövéig teljes, de többször is hullámosan görbül. Csupasz bőrén világosan látszanak az oldalvonal csövecskéi. A nőstények háta valamivel magasabb, mint a hímeké. Alsó állású száján 4 rövid bajuszszál ül.

## Életmódja
Rajban élő fenékhal, mely a gyors folyású vizeket kedveli. Mindenevő.